# Hypoxidia
Hypoxidia là một chi thực vật có hoa trong họ Hypoxidaceae.